# Pruitt-Igoe

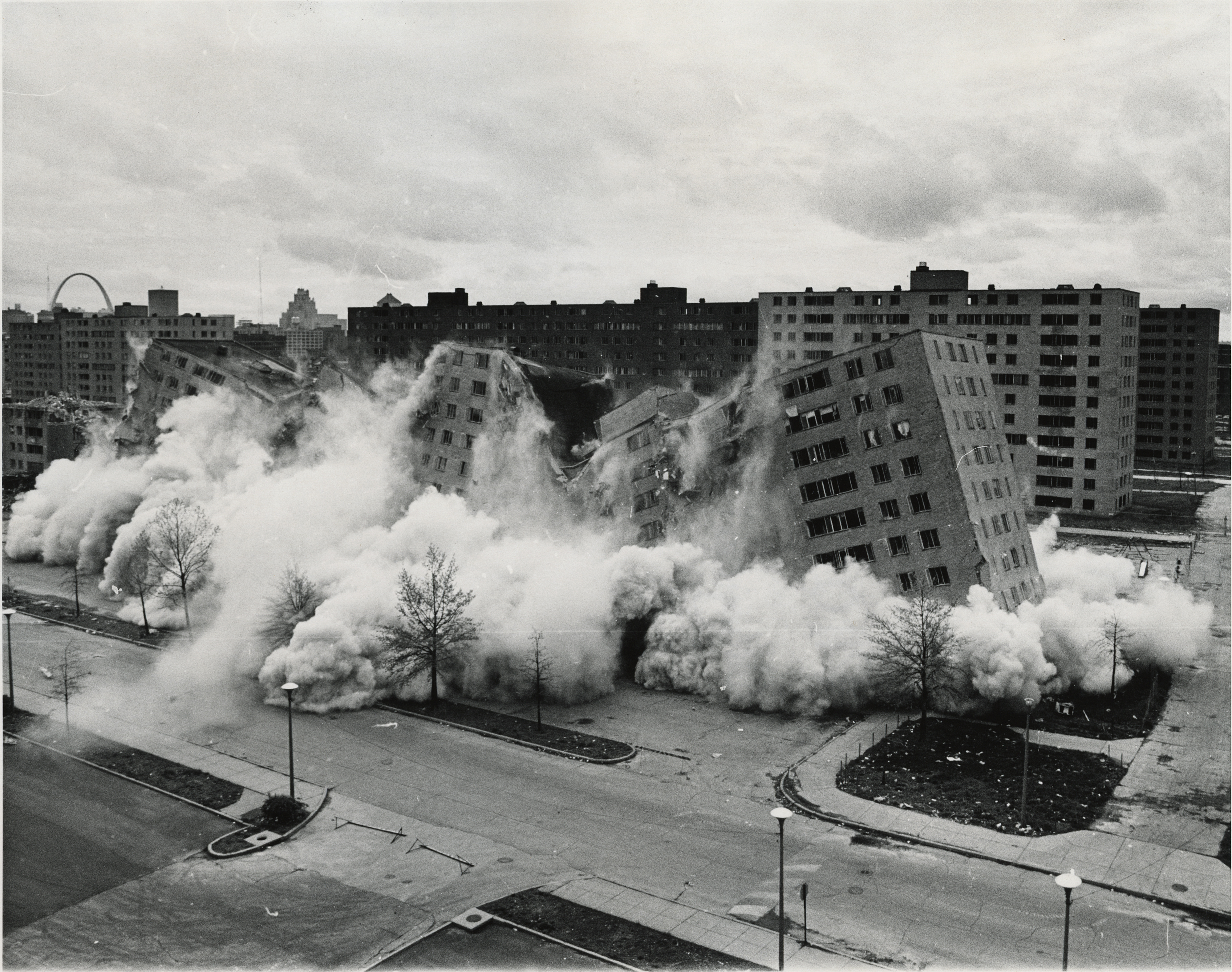
Wyburzanie osiedla

Pruitt-Igoe – modernistyczne osiedle mieszkaniowe w St. Louis, zaprojektowane przez Minoru Yamasakiego zgodnie z ideałami Międzynarodowego Kongresu Architektury Nowoczesnej CIAM, zrealizowane w latach 1952–1955. Składało się z 10-piętrowych betonowych bloków z wielkiej płyty. Budynki charakteryzowały się małymi mieszkaniami z ciasnymi sypialniami. Pokoje były słabo doświetlone, ponieważ nie miały portfenetrów ani balkonów. Powierzchnia mieszkalna była nieco lepsza niż w okolicznych starych kamienicach, lecz wciąż znajdowała się dużo poniżej standardu architektury lat 50. XX wieku. Bloki miały klatki schodowe pozbawione okien oraz niefunkcjonalne windy, które zatrzymywały się tylko na co trzecim piętrze. Budynki wykonano z tandetnych materiałów, co sprzyjało poważnym awariom. Osiedle zostało uznane za złą wersję modernistycznego bloku marsylskiego Le Corbusiera.
Problemem osiedla po około dekadzie jego użytkowania stały się przestępczość, wandalizm i brak nowych chętnych do zamieszkania. Próby rewitalizacji osiedla okazały się nieopłacalne i zakończyły się niepowodzeniem. Wobec tego podjęto decyzję o jego likwidacji. 15 lipca 1972 osiedle Pruitt-Igoe zostało wysadzone w powietrze, datę tę uważa się za symboliczny koniec epoki CIAM. Proces wyburzania osiedla został uwieczniony w filmie Koyaanisqatsi.